# Safiath
Safiath, le nom de scène de Safia Aminami Issoufou Oumarou (née le 15 avril 1982), est une chanteuse, rappeuse et compositrice nigérienne.

## Biographie

### Enfance
Safiath naît à Khartoum. Elle est d'ethnie touareg et zarma ; sa mère est soudanaise et son père est nigérien. C'est ce dernier qui lui a dit qu'elle pouvait devenir tout ce qu'elle voulait, alors qu'elle se voyait comme créatrice de mode ; elle part donc au Maroc pour étudier l'économie et la banque. C'est à Rabat, qu'elle intègre un groupe de salsa, dans lequel elle joue de la guitare ; elle retourne ensuite au Niger, où il est plus facile de trouver du travail en tant que musicienne que de valider ses diplômes obtenus au Maroc. Elle est la chanteuse principale du groupe de rap Kaidan Gaskiya, mais a également chanté dans une variété d'autres genres. Beaucoup de ses chansons sont interprétées en français, haoussa, zarma et tamasheq, traitent de problèmes sociaux, similaires à ceux de Zara Moussa ; le droit des enfants en particulier constitue un thème populaire de son œuvre,. Elle exprime le désir de sensibiliser une jeune génération avec ses chansons. 
En 2007, elle intègre le groupe des Artistes unis pour le rap africain (Aura) faisant la promotion des droits des enfants partout en Afrique de l'Ouest » (MusicinAfrica).
Safiath est mariée au rappeur Phéno, avec qui elle a eu un enfant. Elle représente le Niger dans de nombreux concours musicaux internationaux, dont les Jeux de la Francophonie de 2013 à Nice. Elle exprime le souhait que ses compatriotes écoutent davantage la musique de leur pays natal et moins la musique plus populaire; elle a également déclaré qu'elle avait le sentiment que le rap nigérien perdait en qualité car il intégrait de plus en plus d'influences étrangères, en particulier d'artistes français et américains. En dehors du Niger, Safiath a également collaboré avec des artistes d'autres pays africains au cours de sa carrière d'interprète. Parallèlement, elle intègre la chorale Polyphonia de Rabat (MusicinAfrica).

### Carrière
Safiath défend de nombreuses causes à travers ses textes, de plus elle confirme sa place sur des musiques urbaines nigériennes avec son deuxième album Pôle position, sorti en 2022. La chanteuse, qui commence avec le groupe Kaidan Gaskia, partage son expérience. Safiath, une artiste engagée avec l'UNICEF Niger depuis plusieurs années sur des thématiques comme la nutrition, les droits de la jeune fille ou encore les Objectifs du développement durable.
Parmi les causes dans lesquelles Safiath est engagée, il y a le droit à l'éducation scolaire pour les enfants. Trois musiciens des trois pays concernés ont été sélectionnés comme ambassadeurs pour cette bataille. Arif Naaba du Burkina Faso, Safias du Niger et Vu Falka Touré du Mali sont les ambassadeurs des enfants non scolarisés dans ces trois pays. Selon l'ONG, les trois personnalités souhaitaient « associer leurs voix à celles des enfants ». Ce featuring est un « échos de voix d'enfants ». Le message présent est de donner la parole aux enfants qui veulent retourner à l'école et à ceux qui se voient refuser l'école à cause de l'insécurité.
Plusieurs thèmes ont été évoqués dans les chansons contenues dans cet album qui arrive dans sa 15e année de carrière, notamment, des faits de société autour de la famille, l'amour, l'unité, la tolérance, la femme, la vie des guerriers, le vécu quotidien, etc.
Safiath lance un appel[Quand ?] pour sensibiliser les fans et le grand public à la nécessité de se faire vacciner[réf. nécessaire].
Elle participe à la 11e édition du Festival International Wassa'n Africa organisé par l'association Wassa'n à Launac (rendez-vous établi par d'échanges, de découvertes et de solidarité de la culture africaine).  En 2021, lors de la célébration de la Journée mondiale de la Santé, Safiath se joint à l’UNICEF et à d'autres artistes africains comme Angélique Kidjo, Calema, Cobhams Asuqo, Magic System pour renforcer la confiance à l’égard des vaccins contre la Covid-19. Sur scène, en 2022, elle est programmée lors de divers événements dans les pays voisins comme le Tchad, le Cameroun, le Ghana et le Burkina Faso. 

## Discographie

### Collaborations
- Parce que c'est toi (avec Duc-Z)